# Horse Lake
Der  Horse Lake  (englisch für „Pferde-See“) ist ein See im Cariboo Regional District der kanadischen Provinz British Columbia.

## Lage
Der See befindet sich etwa 10 km östlich von 100 Mile House und 5 km nördlich von Lone Butte zwischen den Highways 97 und 24 am Fuße der Cariboo Mountains.
Der Bridge Creek durchfließt den See von Osten nach Westen und entwässert diesen zum nordöstlich gelegenen Canim Lake, der wiederum über Canim River und Mahood River zum Clearwater River abfließt.
In der Nähe, ebenfalls am Highway 24, der auch Fishing Highway genannt wird, liegen außerdem der Bridge Lake, der Sheridan Lake, der Deka Lake und der Green Lake. Die nächstgelegenen Städte sind Kamloops und Kelowna.
Der Horse Lake hat eine Fläche von 1162,3 ha. Er ist etwa 12 km lang, 1,5 km breit und bis zu 34,4 m (andere Quelle: 80 m) tief und ist damit einer der größeren der recht zahlreichen Seen der Region. Er ist zwischen November und Mai zugefroren. Sein Wasser erwärmt sich im Sommer auf bis zu 21 °C. 

## Seefauna und Freizeitmöglichkeiten
Der Horse Lake ist gut geeignet zum Angeln von Amerikanischem Seesaibling (Salvelinus namaycush), Regenbogenforelle (Oncorhynchus mykiss) und Rotlachs (Kokanee, die nicht-anadrome Form) sowie zum Windsurfen, Segeln und Motorbootfahren. Die umliegende bewaldete und gebirgige Gegend bietet weitere Freizeitmöglichkeiten.